# Nejd

Le Nejd superposé aux divisions politiques modernes de l'Arabie saoudite.

Le Nejd, Nedjed, ou Najd (en arabe : نجد), est la région centrale de l'Arabie saoudite.
Étymologiquement, najd signifie « haut plateau » en arabe.

## Géographie

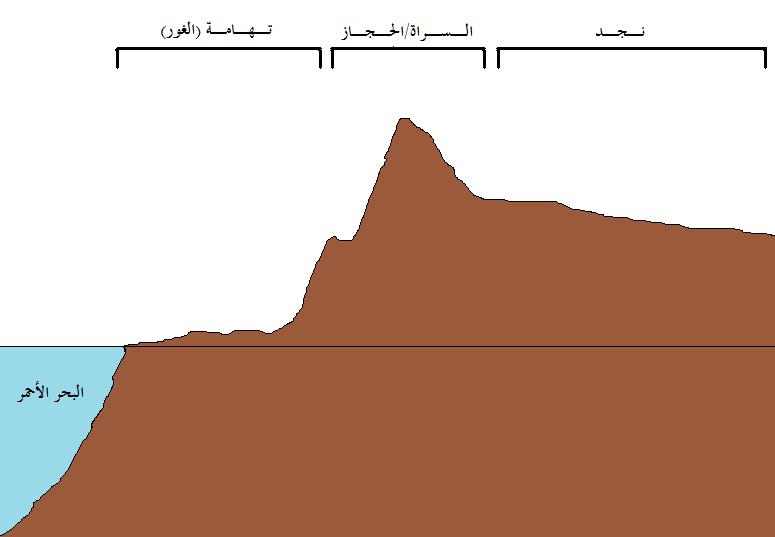
Coupe transversale du Nejd et du Hedjaz, avec de gauche à droite :
- la mer Rouge
- la Tihama, plaine côtière
- le Hedjaz, partie des monts Sarawat
- le plateau du Nejd.

Le Nejd est un plateau situé entre 762 et 1 525 m d'altitude. La partie orientale comprend plusieurs villages établis sur des oasis, tandis que le reste du plateau est occupé par des Bédouins nomades.

## Histoire
Mohammed Ibn Saoud éclipse définitivement le clan rival Al Watban en 1727 et, grâce à son alliance avec le prédicateur Mohammed ben Abdelwahhab, fait du Nejd le centre du premier État saoudien en 1744.
En 1818, l'expédition du Najd permet à l'Empire ottoman de prendre le contrôle de la région, qui reste entre ses mains jusqu'à la fin du siècle. Elle est finalement reprise par Abdelaziz ben Abderrahmane Al Saoud entre 1899 et 1912. En 1932, le Nejd devient une province du nouveau royaume saoudien.